# Бьюс (тауншип, Миннесота)
Бьюс (англ. Buse) — тауншип в округе Оттер-Тейл, Миннесота, США. На 2000 год его население составило 690 человек.

## География
По данным Бюро переписи населения США площадь тауншипа составляет 79,1 км², из которых 72,9 км² занимает суша, а 6,2 км² — вода (7,83 %).

## Демография
По данным переписи населения 2000 года здесь находились 690 человек, 247 домохозяйств и 192 семьи.  Плотность населения —  9,5 чел./км².  На территории тауншипа расположено 283 постройки со средней плотностью 3,9 построек на один квадратный километр. Расовый состав населения: 98,84 % белых, 0,14 % афроамериканцев, 0,58 % коренных американцев, 0,14 % азиатов и 0,29 % приходится на две или более других рас. Испанцы или латиноамериканцы любой расы составляли 0,43 % от популяции тауншипа.
Из 247 домохозяйств в 42,1 % воспитывались дети до 18 лет, в 64,0 % проживали супружеские пары, в 9,3 % проживали незамужние женщины и в 21,9 % домохозяйств проживали несемейные люди. 17,0 % домохозяйств состояли из одного человека, при том 7,7 % из — одиноких пожилых людей старше 65 лет. Средний размер домохозяйства — 2,79, а семьи — 3,10 человека.
30,4 % населения — младше 18 лет, 9,3 % — в возрасте от 18 до 24 лет, 25,8 % — от 25 до 44, 22,3 % — от 45 до 64, и 12,2 % — старше 65 лет. Средний возраст — 34 года. На каждые 100 женщин приходилось 91,7 мужчин.  На каждые 100 женщин старше 18 приходилось 96,7 мужчин.
Средний годовой доход домохозяйства составлял 41 964 доллара, а средний годовой доход семьи —  44 583 доллара. Средний доход мужчин —  30 982  доллара, в то время как у женщин — 24 286. Доход на душу населения составил 18 207 долларов. За чертой бедности находились 4,0 % семей и 6,9 % всего населения тауншипа, из которых 9,7 % младше 18 и 8,3 % старше 65 лет.